# Luke Evans
Luke Evans (anglès: Luke George Evans)  (Pontypool, 15 d'abril de 1979) és un actor i cantant gal·lès. Va començar la seva carrera al teatre, i actuà en moltes produccions del West End londinenc com ara Rent, Miss Saigon, i Piaf abans del seu debut cinematogràfic a Lluita de titans (2010). Després del seu debat, Evans va formar part del repartiment de pel·lícules d'acció i thriller com ara Immortals (2011), The Raven (2012), i Els tres mosqueters (2011).
El 2013, Evans va interpretar l'antagonista principal, Owen Shaw, a Fast & Furious 6 i també va aparèixer a l'adaptació cinematogràfica de Peter Jackson d'El hòbbit de J. R. R. Tolkien. També va fer del vampir Dràcula a la pel·lícula de 2014 Dracula Untold. El 2017, Evans va interpretar Gaston a l'adaptació de Disney de La bella i la bèstia i també el psicòleg estatunidenc William Moulton Marston, creador del personatge fictici Wonder Woman, al drama bibliogràfic Professor Marston and the Wonder Women. Va ser el protagonista de la sèrie de drama d'època The Alienist el 2018. Va llançar el seu primer àlbum, At Last, el 22 de novembre de 2019. El 2020 va actuar a la minisèrie The Pembrokeshire Murders.

## Filmografia

### Pel·lícules
| Any  | Títol                                        | Paper                           | Director            | Notes                   |
| ---- | -------------------------------------------- | ------------------------------- | ------------------- | ----------------------- |
| 2002 | Taboo                                        | Billy                           | N/D                 | Musical                 |
| 2009 | Don't Press Benjamin's Buttons               | Pare de Benjamin                | N/D                 | Curtmetratge            |
| 2010 | Cowards and Monsters                         | Paul                            | N/D                 | Curtmetratge            |
| 2010 | Sex & Drugs & Rock & Roll                    | Clive Richards                  | Mat Whitecross      |                         |
| 2010 | Lluita de titans                             | Apollo                          | Louis Leterrier     |                         |
| 2010 | Robin Hood                                   | Pinxo del xèrif                 | Ridley Scott        |                         |
| 2010 | Tamara Drewe                                 | Andy Cobb                       | Stephen Frears      |                         |
| 2011 | Blitz                                        | Detectiu inspector Craig Stokes | Elliott Lester      |                         |
| 2011 | 'Els tres mosqueters (The Three Musketeers)' | Aramis                          | Paul W. S. Anderson |                         |
| 2011 | Immortals                                    | Zeus                            | Tarsem Singh        |                         |
| 2011 | Flutter                                      | Adrian                          | Giles Borg          |                         |
| 2012 | Ashes                                        | Crewcut                         | Mat Whitecross      |                         |
| 2012 | The Raven                                    | Inspector Emmett Fields         | James McTeigue      |                         |
| 2012 | No One Lives                                 | Conductor                       | Ryuhei Kitamura     |                         |
| 2012 | El hòbbit: un viatge inesperat               | Girion, Lord de Dale            | Peter Jackson       | Només a l'edició estesa |
| 2013 | Fast & Furious 6                             | Owen Shaw                       | Justin Lin          |                         |
| 2013 | The Hobbit: The Desolation of Smaug          | Bard i Girion, Lord de Dale     | Peter Jackson       |                         |
| 2014 | Dracula Untold                               | Vlad III Țepeș / Dràcula        | Gary Shore          |                         |
| 2014 | The Hobbit: The Battle of the Five Armies    | Bard                            | Peter Jackson       |                         |
| 2015 | Furious 7                                    | Owen Shaw                       | James Wan           |                         |
| 2015 | High-Rise                                    | Richard Wilder                  | Ben Wheatley        |                         |
| 2016 | Message from the King                        | Dr. Paul Wentworth              | Fabrice Du Welz     |                         |
| 2016 | La noia del tren                             | Scott Hipwell                   | Tate Taylor         |                         |
| 2017 | La bella i la bèstia                         | Gaston                          | Bill Condon         |                         |
| 2017 | The Fate of the Furious                      | Owen Shaw                       | F. Gary Gray        |                         |
| 2017 | Professor Marston and the Wonder Women       | William Moulton Marston         | Angela Robinson     |                         |
| 2018 | State Like Sleep                             | Emile                           | Meredith Danluck    |                         |
| 2018 | 10x10                                        | Lewis                           | Suzi Ewing          |                         |
| 2019 | Ma                                           | Ben Hawkins                     | Tate Taylor         |                         |
| 2019 | Murder Mystery                               | Charles Cavendish               | Kyle Newacheck      |                         |
| 2019 | Anna                                         | Alex Tchenkov                   | Luc Besson          |                         |
| 2019 | StarDog and TurboCat                         | Felix (veu)                     | Ben Smith           |                         |
| 2019 | Angel of Mine                                | Mike                            | Kim Farrant         |                         |
| 2019 | Midway                                       | Comandant Wade McClusky         | Roland Emmerich     |                         |
| 2021 | Crisis                                       | Bill Simmons                    | Nicholas Jarecki    | Postproducció           |
| 2022 | Pinotxo (Pinocchio)                          |                                 |                     |                         |

### Televisió
| Any          | Títol                     | Paper                      | Notes                        |
| ------------ | ------------------------- | -------------------------- | ---------------------------- |
| 2013         | The Great Train Robbery   | Bruce Reynolds             | Minisèrie                    |
| 2016, 2018   | Robot Chicken             | Diversos personatges (veu) | 2 episodis                   |
| 2017         | The Grand Tour            | Ell mateix                 | Episodi: "Jaaaaaaaags"       |
| 2018–present | The Alienist              | John Moore                 | Paper principal              |
| 2020         | Crossing Swords           | Rei Merriman (veu)         | Paper principal; 10 episodis |
| 2021         | The Pembrokeshire Murders | Steve Wilkins              | Minisèrie; 3 episodis        |
| Per anunciar | Nine Perfect Strangers    | Lars                       | Minisèrie                    |